# Goong
Goong (en hangul, 궁; en hanja, 宫; romanización revisada, Gung; McCune-Reischauer, Kung), es una serie de televisión surcoreana de comedia romántica emitida por MBC desde el 11 de enero hasta el 30 de marzo de 2006, basada en el manhwa homónimo original de Park So Hee, que se sitúa en un ficticio siglo XXI donde la familia real coreana que aún mantiene el poder, presiona al único príncipe heredero para que se case con una chica desconocida que inicialmente detesta, pero con el paso del tiempo lo enamora, en una historia protagonizada por Yoon Eun Hye, Joo Ji Hoon, Kim Jeong Hoon y Song Ji Hyo.
Especialmente para la serie, fueron construidos estudios de grabación, con un costo de ₩ 1.5 mil millones y adicionalmente se gastaron  ₩ 5 mil millones en decoración, todo esto con la ayuda de diferentes diseñadores surcoreanos que ayudaron en la creación de trajes tradicionales, accesorios, y diseño de interiores. Goong pese a que obtuvo altos índices de audiencia en su país de origen, no logró ser la más vista del año, solo superada por Jumong del mismo canal. Tras el éxito en su país de origen, fue transmitida en varios países, se hizo una secuela un año después y una adaptación teatral entre 2010 y 2011.

## Argumento
El Rey emperador Sungjo, está muy enfermo. Hay un panorama sombrío sobre la salud del rey, los codifica la familia real de encontrar una esposa para Shin, con el fin de permitirle asumir el trono real, si la situación lo requiere. A pesar de estar enamorado de otra chica, la ambiciosa y talentosa bailarina Shin Hyo Rin a quien se le propuso inicialmente matrimonio lo rechaza para perseguir sus sueños de ballet, y finalmente se casa con una plebeya quien le fue prometida por su abuelo en un antiguo acuerdo con el abuelo de la niña. Se casa con la cabeza dura pero adorable Chae Kyung después de Hyo Rin lo rechazo. A pesar de no sentir nada inicialmente por ella, el amor florece entre la pareja con el paso del tiempo.
En el ínterin, sin embargo, las cosas se complican aún más con el regreso de Lee Yul y su madre, la Dama Hwa Young, que fue una vez la Princesa de la Corona antes de la muerte de su esposo, el fallecido príncipe heredero, el hermano mayor del actual rey. Yul y su madre fueron expulsados del palacio tiempo después de la muerte de su padre, y se revela más adelante que esto se debió a que el rey descubrió que había una relación entre la madre de Yul y el actual rey que era el hermano menor de su padre. 
La madre de Yul regresó con un motivo siniestro en mente para restaurar a su hijo de vuelta al trono, que, en su mente, es su razón. Una serie de eventos sobrevendrá el palacio con los esquemas madre de Yul lleva a cabo. Esto se ve reforzada por los diversos escándalos que involucran a la familia real, que incluyen el continuar con la relación de Shin con su antigua novia Hyo Rin, y el amor que el príncipe Yul desarrolla por Chae Kyeong. Las cosas se ponen fuera de control y la familia real toma el asunto en sus propias manos.

## Reparto

### Personajes principales
- Shin Chae-kyeong (Yoon Eun-hye) Ella es una chica normal de secundaria, que tiene interés en el dibujo y el arte. Ella es aparentemente inmadura, es bondadosa y honesta. Está comprometida con el príncipe heredero Lee Shin, quien asiste a la misma escuela secundaria que ella. Aunque inicialmente estaba molesta por su nuevo esposo aparentemente sin emociones, Chae-kyeong se enamora gradualmente de él, sin saber que él alberga sentimientos similares. Ve a Lee Yul como un amigo cercano. Al final de la serie, se convierte en la Reina Emperatriz consorte de Corea y se revela que Chae-kyeong está embarazada del heredero de Lee Shin.

- Príncipe heredero Lee Shin (Ju Ji-hoon) Es un hombre presumido, indiferente e insensible, que en realidad se siente solo por dentro. Después de ser rechazado por su novia Min Hyo-rin, decide continuar con su matrimonio arreglado con Shin Chae-kyeong. Aunque inicialmente estaba molesto por su ingenuidad y entusiasmo, gradualmente comienza a abrirle su corazón. Tiene un osito de peluche llamado Alfred, el único compañero que le permite bajar la guardia y que sirve como punto focal a lo largo de la serie. Rápidamente se convierte en rival del príncipe Lee Yul, quien no solo lucha por el trono sino también por el afecto de Chae-kyung. Al final de la serie, se convierte en el Rey Emperador de Corea.

- Min Hyo-rin (Song Ji-hyo) Ella es una talentosa bailarina de ballet. Ella es la novia de Shin, pero rechazó su propuesta de matrimonio porque no quería renunciar a sus sueños de convertirse en una bailarina estrella. Cuando ve la boda de Chae-kyeong y Shin y lo mucho que la gente ama a Chae-kyeong, lamenta su decisión apresurada y hace todo lo posible para recuperar a Shin.  Ella termina lastimándose, llevándola a un intento de suicidio por una sobredosis de pastillas. Más tarde reconoce que Shin realmente ama a Chae-kyeong. Finalmente decide centrarse en su carrera como bailarina.

- Príncipe Lee Yul (Kim Jeong-hoon) Es el hijo del príncipe heredero Soo. Después de la muerte de su padre, fue exiliado al Reino Unido con su madre, Lady Hwa-young. Después de regresar a Corea, se enamoró de Shin Chae-kyeong, quien inicialmente estaba comprometido con él. Él es una persona amable y gentil, Yul no estaba interesado en luchar por el trono. Es el mejor amigo del Príncipe Guillermo, duque de Cambridge.

### Personajes secundarios
Palacio real
- Kim Hye-ja como Reina madre Park.
- Kim Sang-joong como Príncipe heredero Hyo Yeol.
- Yoon Yoo-sun como Reina Emperatriz consorte Min.
- Lee Yoon-ji como Princesa Hye-myung.
- Shim Hye-jin como Srta. Hwa Yong.
- Park Chan Hwan como Rey Emperador Lee Hyun.
- Choi Bool Am como Rey Emperador Sungjo.
- Jun Hye Soo como Choi Sang Goong.

Familia de Chae Kyung
- Kang Nam Gil como Padre de Chae Kyung.
- Im Ye-jin como Madre de Chae Kyung.
- Kim Suk como Shin Chae Joon (hermano menor).

### Otros personajes
- Dan Ji como Yoon Hee Seung.

### Apariciones especiales
- Kim Kwang-kyu como el Profesora en la escuela de artes escénicas (ep. #2)

## Banda sonora
| Track listing |                                                                                  |                         |          |  |
| N.º           | Título                                                                           | Artista                 | Duración |  |
| 1.            | «사랑인가요 - Perhaps Love» (Saranginkayo)                                       | HowL & J.ae             | 4:35     |  |
| 2.            | «당신은... 나는 바보입니다 - Versión acústica» (Dangsineun... Naneun baboibnida) | Stay                    | 4:18     |  |
| 3.            | «두가지 말» (Dugaji mal)                                                         | Jung Jae Wook & The One | 3:59     |  |
| 4.            | «Give Me a Little Try»                                                           | Seo Hyun Jin            | 3:18     |  |
| 5.            | «난 널 사랑해 너만 사랑해 II» (Nan neol saranghae neoman saranghae II)           | Stay                    | 3:27     |  |
| 6.            | «사랑인가요 - 가재발 / Perhaps Love - Remix» (Saranginkayo - Kajaebal)           | HowL & J.ae             | 4:23     |  |
| 7.            | «1993 광화 49년» (1993 kwanghwa 49 nyeon)                                        | Hir                     | 3:54     |  |
| 8.            | «궁» (Goong)                                                                     | 2nd Moon                | 1:18     |  |
| 9.            | «복장 불량!» (Bokjang bollyang!)                                                 | 2nd Moon                | 2:07     |  |
| 10.           | «우주 정복 #1» (Uju jeongbok #1)                                                 | 2nd Moon                | 1:02     |  |
| 11.           | «Crystal Flower»                                                                 | 2nd Moon                | 1:58     |  |
| 12.           | «A Dancing Teddy»                                                                | 2nd Moon                | 1:30     |  |
| 13.           | «내가 선택한 길이야!» (Naega)                                                    | 2nd Moon                | 2:22     |  |
| 14.           | «닿지 못한 마음» (Dahji mothan maeum)                                            | 2nd Moon                | 2:38     |  |
| 15.           | «꽃잎이 내린다» (Kkotipi naerinda)                                               | 2nd Moon                | 2:10     |  |
| 16.           | «우주 정복 #2» (Uju jeongbok #2)                                                 | 2nd Moon                | 0:57     |  |

## Premios y nominaciones
Seoul Drama Awards 2006
- Mejor director de arte: Min Uhn Wok.

2006 MBC Acting Awards
- Mejor nuevo actor: Joo Ji Hoon.
- Mejor nueva actriz: Yoon Eun Hye.
- Mejor nuevo artista: Joo Ji Hoon.

## Emisión internacional
- Chile: ETC (2016-2017).[5]
- Filipinas: ABS-CBN (2006).
- Hong Kong: TVB y Now 101.
- Indonesia: Indosiar (2006).
- Irán: GEM TV.
- Japón: Mnet Japan (2007), TV Tokyo (2007) y Fuji TV (2009-2010).
- Malasia: NTV7 Y 8TV.
- Panamá: SERTV Canal 11.
- Paraguay: Red Guaraní.
- Perú: Panamericana (2010).
- Puerto Rico: Puerto Rico TV.
- Singapur: Channel U (2006).
- Tailandia: Channel 7 (2006).
- Taiwán: GTV (2006) y CTV.
- Turquía: TRT 1 (2008).
- Vietnam: HTV7 (2006).

## Adaptaciones

### Teatro
Un musical basado en la serie, fue estrenado en el Teatro Yong del Museo Nacional de Corea durante 2010. El papel del príncipe heredero Lee Shin fue protagonizado por U-Know Yunho de la boyband TVXQ, mientras que Kim Kyu Jong de SS501, Kang-in de Super Junior y Sungmo de Supernova, alternadamente hicieron el mismo papel durante las presentaciones en Tokio, Japón a mediados de 2011.

### Televisión
- Indonesia: Benci Bilang Cinta en 2006.
- Tailandia: Princess Hours en 2017.